# Mahmut Demir
Mahmut Demir (n. 21 ianuarie 1970, Amasya, Turcia) este un luptător ce a reprezentat Turcia, medaliat olimpic. A participat la 2 ediții ale Jocurilor Olimpice (1992, 1996) în care a câștigat o medalie de aur.